# Laura Rosel Sola
Laura Rosel Sola   (Sabadell, 12 de desembre de 1980) és una periodista i presentadora de ràdio i televisió catalana.

## Biografia
Va estudiar Periodisme i Ciències Polítiques a la Universitat Autònoma de Barcelona, i va treballar com a editora d'informatius a Ràdio Sabadell des del 2003 fins al 2007. L'abril de 2007 va entrar a RAC 1 com a editora i va presentar diversos programes. A l'estiu del 2015 va presentar el programa de caps de setmana Via lliure de RAC 1.
El maig de 2017 va presentar el programa de 8TV 8 al dia juntament amb Jordi Armenteras en substitució de Josep Cuní. El 10 de gener de 2018 es va anunciar que seria la nova presentadora del programa de TV3 Preguntes freqüents. Un any més tard, el 7 de gener de 2019, es va anunciar que la productora El Terrat prescindia d'ella com a presentadora i com a codirectora del programa i que es quedava com a director únic Tian Riba i com a presentadora, Cristina Puig. El març del 2019 va fitxar per l'Ara per fer entrevistes quinzenals. Des del novembre del 2019, a més de presentar el programa Catalunya vespre, a Catalunya Ràdio, dirigeix el segell editorial Ara Llibres.
El 28 de juliol de 2020 es va anunciar que Rosel assumiria a partir de la temporada 2020-2021 la direcció del programa El matí de Catalunya Ràdio, després de la marxa de Mònica Terribas. Va dirigir el programa tres temporades, fins al juliol de 2023, amb tendència d'audiència a l'alça. Fou substituïda pel també sabadellenc Ricard Ustrell.
El març de 2024 va anunciar que esdevenia la cap de comunicació de la Universitat de Barcelona.

## Premis i reconeixements
- Premi a la Millor Conducció de Programa, per Preguntes freqüents, atorgat pel festival Zoom.[15]